# Oleksandr Pekluschenko

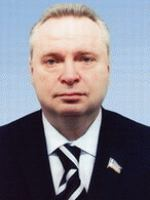
Oleksandr Pekluschenko

Oleksandr Mykolaiowytsch Pekluschenko (ukrainisch Олександр Миколайович Пеклушенко; * 29. August 1954 in Saporischschja; † 12. März 2015 in Sonjatschne) war ein ukrainischer Politiker.

## Leben
Pekluschenko gehörte der Partei der Regionen an und saß für diese vom 23. November 2007 bis zum 13. April 2012 in der Werchowna Rada. Dort fungierte er als stellvertretender Vorsitzender der Fraktion seiner Partei. Des Weiteren war er von 2011 bis 2014 Gouverneur der Oblast Saporischschja.
Am 12. März 2015 wurde Pekluschenko tot in dem Dorf Sonjatschne aufgefunden. Die Behörden gehen von Suizid aus. Gegen Pekluschenko liefen Ermittlungen, da ihm vorgeworfen wurde Anfang 2014 Gewalt gegen regierungskritische Demonstranten in Saporischschja angeordnet zu haben.